# 米田彰
米田 彰（よねた あきら、1957年9月16日 - ）は日本の映画監督、脚本家。北海道苫前郡羽幌町出身。東海大学海洋学部海洋土木工学科中退。

## 略歴
テレビ朝日、日生劇場などを経て、高橋伴明の助監督をつとめる。高橋プロ解散後、1982年に福岡芳穂、磯村一路、水谷俊之、周防正行と共に製作集団ユニット5を結成。1983年、『虐待奴隷少女』で監督デビュー。

## 映画
- 虐待奴隷少女 (高橋プロ、1983年3月）
- ときめきに死す (ニュー・センチュリー・プロデューサーズ、1984年2月18日）-監督助手
- 愛欲の日々 エクスタシー（にっかつ、1984年5月25日）-助監督
- (襲)処女タレント（ビッグ・バン、1984年11月23日）-助監督
- 本番ONANIE 指戯 (国映、1988年6月10日）

## Vシネマ
- 1993年6月25日、「新キラー・クロコダイル 赫い牙 (V) ジャパンホームビデオ
- 1994年3月25日、最後の馬券師Ⅱ(V) ケイエスエス
- 1996年2月21日、覗かれた女 (V) Ｓ.Ｉ.Ｅプロジェクト

## 脚本
- 1981年11月、襲られた女 高橋プロ
- 1983年3月、虐待奴隷少女 高橋プロ
- 1988年6月10日、本番ＯＮＡＮＩＥ 指戯 国映
- 1996年2月21日、覗かれた女 (V) Ｓ.Ｉ.Ｅプロジェクト
- 2000年5月20日、透視する女 ギャガ・コミュニケーションズ